# Juan Borgia av Gandia
Juan Borgia, hertig av Gandia, född 1474 i Rom, död 14 juni 1497 i Rom, var en italiensk adelsman, son till påve Alexander VI och äldre bror till Cesare Borgia. Till följd av ett antal bullor, som utfärdades efter mordet på Juan Borgia, råder det oklarhet om han föddes 1474 eller 1476.

## Biografi
Juan Borgia föddes i Rom som son till kardinalen Rodrigo Borgia som senare valdes till påve med namnet Alexander VI. Juan Borgias mor var Vanozza Cattanei av huset Candia då hon fortfarande var gift med Domenico da Rignano. Juan Borgia gifte sig i september 1493 med Maria Enriquez de Luna, en spanjorska som tidigare var trolovad med Juan Borgias äldre halvbror Pedro Luis Borgia. Han blev andre hertig av Gandia, hertig av Sessa, konnetabel av Neapel, guvernör av San Pietro, Gonfaloniere della Chiesa och Capitano Generale della Chiesa.
Juan Borgia mördades natten den 14 juni 1497 nära den plats som senare blev Piazza della Giudecca, egentligen Piazza Giudea, i Roms getto. Det har spekulerats i om hans bror Cesare anstiftade mordet, men det finns även ett annat rykte som hävdar att Juan Borgias yngre bror Gioffre Borgia mördade sin äldre bror på grund av att denne var otrogen med Gioffre Borgias hustru Sancia. Hans dyrbart klädda kropp bärgades från Tibern med trettio gulddukater i en pung i bältet. Fadern, påve Alexander VI, hånades med epitetet "människofiskare" i ett elakt epigram av Jacopo Sannazzaro. Borgias betjänt, som var med Borgia vid dådet, mördades också. Inga vittnen till mordet kunde hittas.